# Kunal Kapoor

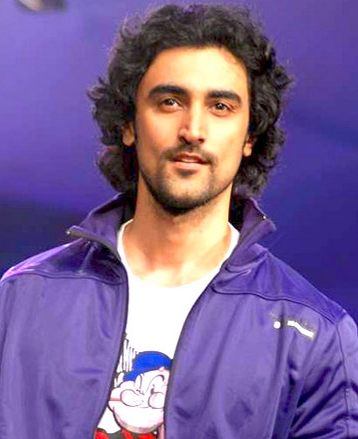
Kunal Kapoor

Kunal Kapoor (Hindi कुणाल कपूर Kuṇāl Kapūr; * 18. Oktober 1977 in Bombay, Maharashtra) ist ein indischer Schauspieler.

## Privatleben
Kapoor wurde in Bombay in einer punjabischen Familie geboren, die aus Amritsar stammte. Im Februar 2015 heiratete er Naina Bachchan, welche eine Nichte von Amitabh Bachchan ist. Dies geschah in einer privaten Zeremonie im Familienkreis auf den Seychellen.

## Karriere
Kapoor wurde von Barry John für eine Schauspielerkarriere ausgebildet und wurde Mitglied von Motley, einer von Naseeruddin Shah geleiteten Theatergruppe. Seine Karriere begann er als Regieassistent von Rakeysh Omprakash Mehra bei dem Film Aks (2001) mit Manoj Bajpai in der Hauptrolle. Kapoor wechselte dann aber zur Schauspielerei.
Sein Filmdebüt hatte er als männlicher Hauptgegner Tabu in Meenaxi: A Tale of Three Cities (2006), bei dem der Maler M. F. Hussain Regie führte. Sein nächster Film war Rang De Basanti – Die Farbe Safran (2006), für den Kapoor eine Nominierung bei den Filmfare Awards in der Kategorie bester Nebendarsteller erhielt. Dieser Film war sowohl von den Kritiken her als auch kommerziell erfolgreich und wurde als bester ausländischer Film bei den BAFTA Awards 2007 nominiert.
Danach kam er beim Yash Raj Films (YRF)-Studio unter Vertrag. Dabei spielte Kapoor in Filmen wie Laaga Chunari Mein Daag – Der Weg einer Frau (2007), Aaja Nachle – Komm, tanz mit mir (2007) und Bachna Ae Haseeno – Liebe auf Umwegen (2008) mit. Danach legte er eine zweijährige Pause ein, bevor im Film Lamhaa (2010) von Rahul Dholakia mit Sanjay Dutt in der Hauptrolle mitspielte. Obwohl der Film ein Flop war, wurde Kapoor für seine Rolle als ein junger kashmirischer Politiker gelobt. Ebenfalls 2010 verlieh Kapoor seine Stimme dem indischen Gott Rama in Mahayoddha Rama, welcher ein Zeichentrickfilm von Raizada Rohit Jaising Vaid ist.
2011 spielte er Don – The King is back mit Shah Rukh Khan in der Hauptrolle mit, wo seine Performance ebenfalls gelobt wurde.
2012 spielte Kapoor die Hauptrolle in der Komödie Luv Shuv Tey Chicken Khurana von Sameer Sharma, welcher von den Kritikern als einer der 10 besten Filme des Jahres beschrieben wurde. Die New York Times beurteilte den Film positiv und bezeichnete Kapoor als indischen Matthew McConaughey. 2014 erschien er in der Komödie Kaun kitne paani mein.
Kapoors zukünftige Projekte werden u. a. ein Film von Anurag Kashyap sein, in dem er Doga, einen populären Superhelden, der in „Raj Comics“ spielt, darstellen wird. Er wird ebenfalls in Chamkila mitwirken, das eine Filmbiografie über den Panjabi-Sänger Amar Singh Chamkila darstellt. Drehbeginn wird Anfang 2014 sein.
Er gründete bekannte Marken wie Thums Up, Indian Terrain, Ray-Ban, Mahindra Logan und, zusammen mit Gwyneth Paltrow, die Wohltätigkeitsgesellschaft Save the Children.
Er hat einen Pilotenschein und ist ein Rallyerennfahrer. 2014 begann er sein Training für die Formel 3. Außerdem gründete er die Crowdfunding-Plattform Ketto, die für soziale Projekte Geld sammelt.
2009 begann er wöchentliche Kolumnen für die HT City zu schreiben, die das Lifestyle-Magazin für die Hindustan Times ist. Dies endete im November 2009, die Ausgaben sind aber immer noch im sozialen Netzwerk Desimartini abrufbar.

## Auszeichnungen
- 2006: Star’s Sabsey Favourite Naya Hero[9]
- 2007: Stardust Award Breakthrough Performance, Male[10]

## Filmografie
- 2005: Meenaxi: A Tale of Three Cities
- 2006: Rang De Basanti – Die Farbe Safran (Rang De Basanti)
- 2007: Hattrick
- 2007: Laaga Chunari Mein Daag – Der Weg einer Frau (Laaga Chunari Mein Daag)
- 2007: Aaja Nachle – Komm, tanz mit mir (Aaja Nachle)
- 2008: Bachna Ae Haseeno – Liebe auf Umwegen (Bachna Ae Haseeno)
- 2008: Welcome to Sajjanpur
- 2010: Lamhaa
- 2011: Don – The King is back (Don 2 – The King is back)
- 2012: Luv Shuv Tey Chicken Khurana
- 2016: Dear Zindagi – Liebesbrief an das Leben (Dear Zindagi)

## Weblink
- Kunal Kapoor bei IMDb